# Almut Eggert
Pour les articles homonymes, voir Eggert.
Almut Eggert, née le 7 juin 1937 à Rostock et morte le 7 février 2023 à Berlin, est une actrice allemande et une actrice de doublage. Elle est la fille de Walter Eggert et d'Agnès-Marie Griesbach.

## Filmographie

### Cinéma
- 1961 : Question 7 de Stuart Rosenberg : Anneliese Zingler
- 1969 : Feux croisés sur Broadway : Cindy Holden (voix)
- 1969 : Klein Erna auf dem Jungfernstieg de Hans Heinrich (de) : Käthe Pumeier
- 1970 : Unter den Dächern von St. Pauli : Verena (voix)
- 1971 : Der Teufel kam aus Akasava : Ingrid Thorrsen (voix)
- 1972 : Dr. M schlägt zu : Jenny Hering (voix)
- 1973 : Alter Kahn und junge Liebe : Petra Hauser (voix)
- 1976 : Jack l'éventreur : Cynthia (voix)
- 1980 : Warum die UFOs unseren Salat klauen  : Cynthia (voix)
- 1985 : Palace

### Téléfilm
- 1958 : Wie es euch gefällt : Phoebe
- 1961 : Die Geburtstagsfeier : Lulu
- 1964 : Lebenskünstler : Bozenka
- 1964 : Spätsommer : Diana
- 1964 : Ich fahre Patschold : Antjemarie
- 1965 : Auf einem Bahnhof bei Dijon : Yvonne
- 1965 : Mrs. Cheney's Ende : Lady Mary Sindlay
- 1966 : Der Mann, der sich Abel nannte : Sylvia
- 1966 : Die Liebenden von Florenz : Beatrice
- 1967 : Der Tod eines Mitbürgers : Gudrun
- 1967 : Ein Mann, der nichts gewinnt : Hilde
- 1967 : Crumbles letzte Chance : Pat
- 1968 : Die Reisegesellschaft : Frau Carré-Lamadon
- 1968 : Ostern : Christine
- 1969 : Die Rückkehr : Brigitte
- 1972 : Knast : Ruth Jeske
- 1980 : Die Alten kommen
- 1980 : Le permis de conduire
- 1980 : Drei Schlafzimmer
- 1985 : 250.000 Mücken im Pappkarton
- 1986 : Was zu beweisen war
- 1988 : Der Knick - Die Geschichte einer Wunderheilung : Dagmar
- 1989 : Ich melde einen Selbstmord : Leah Reinhart

### Séries TV
- 1967 : Von Null Uhr Eins bis Mitternacht - Der abenteuerliche Urlaub des Mark Lissen : Bettina Igplü
- 1967-1968 : Die fünfte Kolonne : Frau Jensberger / Ingrid Lutz
- 1970 : Alle Hunde lieben Theobald : Dorothé
- 1973 : Drüben bei Lehmanns
- 1978 : Direktion City
- 1978 : Ein verrücktes Paar : Renate
- 1978-1998 : Tatort : Sonja Bach / Eva Sonntag / Frau Overdiek
- 1979 : Kommissariat IX : Gerty Kehl
- 1980 : Berlin Alexanderplatz
- 1980 : Café Wernicke : Marie Lampe geb. Wernicke
- 1982-1988 : Jakob und Adele : Lisbeth Kellner
- 1983-1984 : Diese Drombuschs : Claudia
- 1983 : Turf
- 1984 : Ich heirate eine Familie : Fr. Bergfeld
- 1986 : Liebling Kreuzberg : Dodo
- 1987 : Der Landarzt : Antje
- 1987-1989 : L'Ami des bêtes : Edith Sommer
- 1992 : Tücken des Alltags
- 1993 : Auto Fritze
- 1993 : Immer wieder Sonntag
- 1995-1996 : Dr. Birgit Solms
- 1996 : SK Babies : Senatorin Berger
- 1996-1997 : Alerte Cobra : Commissaire Katharina Lambert
- 2006 : Balko : Frau Lukowski